# Emilio Mira y López
Emilio Mira y López (Santiago de Cuba, 24 de outubro de 1896 — Petrópolis, Rio de Janeiro, 16 de fevereiro de 1964) foi um sociólogo, médico psiquiatra e médico psicólogo, professor de Psicologia e de Psiquiatria na Faculdade de Medicina da Universidade Complutense de Madrid. A sua visão da psicologia está intimamente ligada à fisiologia, já que entendia que os estados mentais e estavam relacionados com mudanças musculares com origem nos órgãos sensoriais resultantes da interacção com mundo externo e interno ao indivíduo.

## Biografia
Emilio Mira y López nasceu em Cuba em 1896, filho de Rafael Mira Merino e de Emilia López García, ambos espanhóis. O seu pai, que era médico militar, especializado em medicina tropical e Subinspector de Saúde do Exército Espanhol em Cuba, encontrava-se destacado em serviço militar quando aquela ilha era ainda uma possessão espanhola.
Ao finalizar a Guerra Hispano-Americana (1898), e consumada a independência de Cuba, a família foi repatriada para Espanha, primeiro para a Galiza, fixando-se depois na Catalunha, onde cresceu e foi educado.
Depois de terminar o bacharelado com brilho, estudou Medicina em Barcelona, onde foi aluno de Augusto Pi i Suñer, professor que sobre ele exerceu uma influência decisiva.
Em 1919, dois anos após obter a licenciatura, venceu o concurso para o lugar de chefe da secção de Psicofisiologia do Instituto de Orientación Profesional de Barcelona, serviço de que chegou a ser director em 1926. Entretanto, em Abril de 1922, defendeu na Universidade de Madrid a sua tese doutoral sob o título Correlaciones somáticas del trabajo mental. Em 192 ministrou diversos cursos de psicologia como professor dos cursos de Verão da Universidade do Ohio.
Em 1930, presidiu em Madrid ao Congresso Internacional de Psicologia e entre 1932 e 1939 foi director e consultor do Instituto Pere Mata de Reus e director do Instituto Psicotécnico da Generalidade da Catalunha. Em colaboração com os médicos Alfred Strauss, Adolfo Azoy e Jeroni de Moragas i Gallissà criou La Sageta, a primeira clínica de psiquiatria e avaliação psicológica infantil de Espanha.
Mais tarde foi director do centro de orientação e selecção professional da Escuela del Trabajo e em 1933 venceu o concurso para a cátedra de Psiquiatria da Universidade de Barcelona.
Militante da Unió Socialista de Catalunya, o início da Guerra Civil Espanhola surpreendeu-o quando participava num congresso em Zurique. Ao regressar colocou-se à disposição da República. Foi chefe dos serviços psiquiátricos do Exército republicano em 1938, com o posto de tenente-coronel; membro do Conselho Superior de Cultura da República; presidente do Instituto de Adaptação Profissional da Mulher e médico director do manicómio de Sant Boi. Com a derrota na Guerra Civil foi obrigado a exilar-se.
Principal promotor da escola psiquiátrica alemã na Catalunha, em 1939 apresentou no Maudsley Hospital, de Londres, o seu "teste psicodiagnóstico miocinético" (mais conhecido por PMK), a sua principal contribuição para as técnicas projectivas. Inventou o axistereómetro.
Com o início da Segunda Guerra Mundial, mudou-se para os Estados Unidos da América, partindo depois para a Argentina, Cuba, Uruguai, Guatemala, Equador, Venezuela e, finalmente, Brasil. Foi fellow researcher da Sociedad de Protección a la Ciência, docente livre de psiquiatria na Universidade de Buenos Aires, professor de cursos de psiquiatria nos Estados Unidos da América, Argentina e Uruguai.
Em 1945, Mira y López teve seu primeiro contato com o Brasil, onde pronunciou conferências e deu um curso de Psicologia aplicada ao trabalho, a convite da Universidade Federal de São Paulo- USP, Instituto de Organização Racional do Trabalho - IDORT, Serviço Nacional de Aprendizagem Industrial - SENAI e Estrada de Ferro Sorocabana. No Rio de Janeiro, foi nomeado em 1947 director do Instituto de Selecção e Orientação Profissional (ISOP), cargo que ocupou até falecer. Participou das lutas pela regulamentação da profissão e pela formação acadêmica regular do psicólogo no Brasil.
Colaborou no Diccionario de Medicina do doutor Manuel Corachán, foi co-fundador da Revista catalana de neurología y psiquiatría (1934-1937) e dos Archivos Brasileiros de Psicotecnia, para além de assíduo colaborador da Societat Catalana de Biología, Actualidad Médica, Annals de Ciències Mèdiques, Archivos de Neurobiología, Butlletí del Sindicat de Metges, Ars Médica e outras revistas. Realizou traduções de diversas obras alemãs de psiquiatria e medicina, as quais influíram notavelmente na sua formação, destacando-se entre elas: Psicología para maestros, de Otto Lipmann; Guía del diagnóstico psiquiátrico, de Julius Raecke; Tratado de psiquiatría, de Oswald Bumke; e Psicología evolutiva, de H. Werner.

## Psicodiagnóstico miocinético
O psicodiagnóstico miocinético, mais conhecido pela sigla PMK, é uma variedade de teste psicológico criado pelo médico e psicólogo Emilio Mira y López e que é habitualmente empregado no Brasil como exame psicotécnico. O teste consiste na avaliação de traços e desenhos feitos com lápis para a avaliação da personalidade, tratando-se portando de um teste projetivo. Toda trajetória de Mira y López colaboraram para o surgimento do PMK, partindo da Medicina, que o levou à Psiquiatria e depois à Psicologia. As atividades de Mira culminaram num período em que a Espanha estava em grande efervescência cultural. Foi escritor, editoralista, conferencista, brilhante orador, professor de Psiquiatria, de Psicologia (psicologia forense, psicologia experimental, psicopatologia infantil), membro e representante de vários conselhos de Psiquiatria na Espanha e criador de vários testes psicométricos.
Introduziu-se no campo da Psicologia, trabalhando com orientação profissional, depois com testes de psicotécnicos para seleção de motoristas. Criou seu célebre perceptotaquímetro e inventou uma prova rudimentar para estudar a dispersão da atenção numa tarefa psicomotora contínua. Teve a intuição de que esses teste mediam não só a capacidade de atenção, mas também traços emocionais e aspectos da personalidade e de conduta.
Mira se concentrou em estudos nas técnicas expressivas, que se diferenciavam das projetivas por serem testes que não fogem de nosso controle, sendo alterado conforme a vontade consciente.
Inicialmente os métodos eram centrados na análise dos movimentos faciais, mas com o decorrer do tempo Mira sentiu necessário medir outras expressões mais distantes do controle consciente.
Em 1936 foi convidado pelo governo para fazer a seleção dos candidatos ao Exército Republicano Espanhol, para o qual julgou necessário a avaliação cinestésica dos avaliadores, ou seja, a sua capacidade de perceber e orientar-se no espaço sem o uso da visão, guiados apenas pela memória das tensões musculares. Foi quando criou o Axistereómetro para essa finalidade, um instrumento que tinha uma barra de metal onde se deslizava um anel metálico, vezes olhando, vezes com os olhos fechados. Aplicando o teste percebeu que ele media um outra variável que originava de desequilíbrios entre as tensões dos músculos que fazem movimentos contrários, pois o indivíduo desviava-se para o lado em que houvesse menor resistência muscular. Percebeu que os indivíduos inibidos tendiam a diminuir o tamanho dos movimentos; os excitados erravam ao aumentar os mesmos; os deprimidos desciam nos movimentos realizados no plano vertical e os exaltados, subiam, e os agressivos avançavam em seus movimentos em direção sagital.
Houve nesse período alguns conflitos civis e suas experimentações foram interrompidas e em 1939 se mudou de Barcelona para Paris. Lá substituiu as barras metálicas do aparelho axistereómetro por lápis e papel para a execução de diferentes direções do espaço. Assim nasceu o PMK.

## Obra
De entre a sua extensa produção escrita, que compreende mais de 30 livros publicados, cerca de 200 trabalhos científicos catalogados e numerosas conferências e cursos ditados, destacam-se as seguintes publicações:
- El Psico-Anàlisi (1926);
- Manual de psicología jurídica (1932);
- Manual de psiquiatría (1935);
- Psicoterapia; Psicopatología dels estats passionals (1938);
- Psicología evolutiva del niño y el adolescente (1941);
- Los fundamentos del psicoanálisis (1943);
- Cuatro gigantes del alma. El miedo, la ira, el amor y el deber (1947);
- Educación pre-escolar. Su evolución en Europa, en América y especialmente en la República Argentina;
- Le psychodiagnostic miocinètique (1951);
- Psicología experimental (1955);
- Hacia una vejez joven (1961);
- La mente enferma (1962);
- La doctrina psicoanalítica (1963);
- Psicología de la vida moderna (1963).
- Futebol e Psicologia (1964) junto a Atahyde Ribeiro da Silva - Editora Civilização Brasileira S.A; Rio de Janeiro - RJ, 1964, 1ª edição;